# Idrossietilcellulosa
L'idrossietilcellulosa è un derivato della cellulosa che si differenzia da quest'ultima per il fatto che i gruppi idrossili del polimero sono stati sostituiti da gruppi idrossietilici, i quali le impediscono di cristalizzarsi. È altamente idrofila ed ha proprietà addensanti e gelificanti.
Può essere più o meno solubile in acqua a seconda della lunghezza delle catene polimeriche di cui è costituita.
I liquidi polari come l'acqua e l'idrossietilcellulosa formano un gel che è la base per la preparazione di creme e gel per uso, cosmetico o di medicamento esterno. È un componente delle soluzioni utilizzate per umidificare le lenti a contatto.
Viene utilizzata nel processo di polimerizzazione in emulsione come emulsificante o stabilizzante.
Si utilizza inoltre come colloido-protettore.